# Xian de Fushun (Liaoning)
Pour les articles homonymes, voir Fushun (homonymie).
Le xian de Fushun (抚顺县 ; pinyin : Fǔshùn Xiàn) est un district administratif de la province du Liaoning en Chine. Il est placé sous la juridiction de la ville-préfecture de Fushun.

## Démographie
La population du district était de 226 401 habitants en 1999.